# Вільясекілья
Вільясекілья (ісп. Villasequilla) — муніципалітет в Іспанії, у складі автономної спільноти Кастилія-Ла-Манча, у провінції Толедо. Населення — 2653 особи (2010).
Муніципалітет розташований на відстані близько 60 км на південь від Мадрида, 25 км на схід від Толедо.

## Демографія
Динаміка населення (INE ):

## Галерея зображень

Розташування муніципалітету у провінції ТоледоРозташування муніципалітету у провінції Толедо
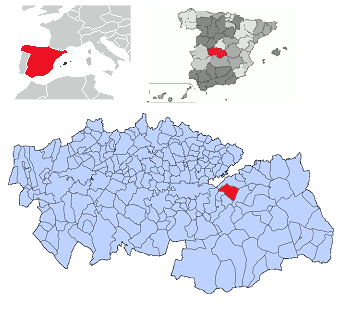
Розташування у провінції